# Chad Wackerman
Chadwick Janey Wackerman (Long Beach, California, 25 de marzo de 1960) es un baterista de jazz, jazz fusión y rock estadounidense. Es conocido por su trabajo como baterista y percusionista en la banda de Frank Zappa. Sin embargo, ha estado en varias bandas, trabajado como músico de sesión, además de tener un trío de jazz.

## Carrera musical
Chad Wackerman se crio en Seal Beach, California, dentro de un seno familiar lleno de músicos. Su padre, baterista, era además profesor de batería especializado en el jazz. Chad y sus hermanos, John, y Brooks Wackerman, son todos bateristas y multinstrumentistas. John llegó a grabar un álbum titulado Drum Duets Vol. 1.
Wackerman se unió a la banda de Bill Watrous en 1978 para después pasar a trabajar con Frank Zappa durante siete años, de 1981 a 1988. Esto no era fácil; Zappa requería disciplina y las audiciones para su banda eran, según palabras de Steve Vai y Wackerman, muy duras.

## Músico de apoyo y de sesión
EN 1983 estuvo de gira, aunque no llegó a grabar nada, con la banda australiana de rock Men at Work. 
Wackerman tocó en el álbum One Voice junto a Barbra Streisand. También ha grabado y estado de gira con artistas como Allan Holdsworth, Steve Vai, Andy Summers, Ed Mann, Albert Lee, Colin Hay, Dweezil Zappa, Tom Grant y Steven Wilson.

## Discografía
En solitario
- Forty Reasons (1991)
- The View (1993)
- Scream (2000)
- Legs Eleven (2004)
- Dreams, Nightmares and Improvisations (2012)